# Brezovica pri Borovnici
Brezovica pri Borovnici – wieś w Słowenii, w gminie Borovnica. W 2018 roku liczyła 235 mieszkańców.